# Kragilan (Mojolaban)
Kragilan is een bestuurslaag in het regentschap Sukoharjo van de provincie Midden-Java, Indonesië. Kragilan telt 3260 inwoners (volkstelling 2010).